# 董遵誨
董 遵誨（とう じゅんかい、926年 - 981年）は、五代後漢から北宋にかけての武将。本貫は涿州范陽県。

## 経歴
董宗本の子として生まれた。父が契丹から逃れ劉知遠に仕えて随州刺史となると、遵誨は父の下で随州牙校となった。後周の顕徳元年（954年）、世宗が北征したとき、遵誨は母の兄弟の高懐徳の下で従軍した。高懐徳の軍が高平にいたり、北漢軍と遭遇すると、遵誨は奇兵を率いて北漢の陣営を先に攻撃した。高懐徳の本隊が次いで押し寄せると、北漢軍は混乱して敗走した。顕徳2年（955年）、韓通の下で秦州・鳳州攻撃に従軍した。唐倉で軍の先頭に立って戦い、後蜀の招討使の王鸞を捕らえ、秦州・鳳州を落とした。凱旋すると、功績により東西班押班の位を受け、驍武軍指揮使に転じた。顕徳4年（957年）、世宗の南唐遠征に従軍して、合肥攻撃に参加した。顕徳6年（959年）、韓通の下で雄州・覇州を平定した。
宋の建隆元年（960年）、李筠が沢州・潞州で反乱を起こすと、遵誨は慕容延釗の下で反乱を鎮圧した。馬軍都軍頭となって、現地にとどまって守備にあたった。建隆3年（962年）、召還されて散員都虞候となった。乾徳6年（968年）、通遠軍使に任じられて、タングートの諸族との通交の任にあたった。数カ月後、タングートの反乱が起こると、遵誨は兵を率いて反乱軍を撃破した。軍功が認められて、通遠軍使のまま羅州刺史に任じられた。開宝9年（976年）、太宗が即位すると、霊州路巡検を兼ねた。
太平興国6年（981年）、死去した。享年は56。

## 人物・逸話
- 趙匡胤の若いころ、地方を遊歴して漢東にいたると、董宗本のもとを頼った。董遵誨は父の権力を笠に着て居丈高であったので、趙匡胤はかれを避けた。あるとき遵誨は、城の上に紫雲がおおい、百尺あまりの黒蛇が龍に化けて東北に飛び去った夢の話をして、趙匡胤の意見を求めたが、趙匡胤は答えなかった。趙匡胤が即位すると、遵誨はかつての無礼を謝し、地に伏して死を願い出た。趙匡胤は側近たちに命じてかれを助け起こさせ、「卿は過日の紫雲と化龍の夢のことを覚えているか」と訊ねると、遵誨は再拝して万歳をとなえた。まもなく遵誨の部下がかれの不法十数条を訴えたが、趙匡胤は不問に付した。遵誨はますます恥じいって罪罰を課すよう願い出たので、趙匡胤はかれをなだめさとした。
- 董遵誨は読み書きを知らなかったが、闊達な性格で軍略に通じ、武芸は並ぶ者もなかった。通遠軍におよそ14年在任して、諸族を威服させた。

## 子女
- 董嗣宗
- 董嗣栄

## 伝記資料
- 『宋史』巻273 列伝第32